# Nicoletta Pasquale
Nicoletta Pasquale, detta Coletta Pasquale o Paschale (in latino: Nicoletta Paschalis) (Messina, XVI secolo – XVI secolo), è stata una poetessa italiana.

## Biografia
Nobile messinese, poetessa e letterata, sappiamo ben poco della sua formazione e della sua vita privata. Menzionata dallo storico Antonino Mongitore nella sua opera biografica Bibliotheca sicula, sive de scriptoribus siculis qui tum vetera, tum recentiora saecula illustrarent che a sua volta usa come fonte l'opera L'istoria della volgar poesia del critico letterario Giovanni Mario Crescimbeni, pubblicata per la prima volta nel 1698.
Nicoletta Pasquale ci ha lasciato alcuni sonetti e una sestina. Alcuni suoi contributi poetici furono pubblicati ne Il sesto libro delle rime di diuersi eccellenti autori, nuouamente raccolte, et mandate in luce, e ne Il tempio alla divina s. donna Giouanna d'Aragona. Fabricato da tutti i più gentili spirti, & in tutte le lingue principali del mondo, raccolte curate da Girolamo Ruscelli e pubblicate a Venezia rispettivamente nel 1553 e nel 1565.